# Yuxarı Uzunoba
Yuxarı Uzunoba är en ort i Azerbajdzjan.   Den ligger i distriktet Nachitjevan, i den sydvästra delen av landet, 400 km väster om huvudstaden Baku. Yuxarı Uzunoba ligger 958 meter över havet och antalet invånare är 541.
Terrängen runt Yuxarı Uzunoba är kuperad norrut, men söderut är den platt. Närmaste större samhälle är Nachitjevan, 9,5 km söder om Yuxarı Uzunoba. 
Trakten runt Yuxarı Uzunoba består i huvudsak av gräsmarker. Runt Yuxarı Uzunoba är det tätbefolkat, med 735 invånare per kvadratkilometer.